# 伦河镇
伦河镇，是中华人民共和国黑龙江省绥化市海伦市下辖的一个乡镇级行政单位。

## 行政区划
伦河镇下辖以下地区：
第一社区、第二社区、第三社区、第四社区、西伦村、德伦村、东伦村、振伦村、南伦村、兴伦村、保伦村、护伦村、沿伦村和边伦村。